# Wiejca

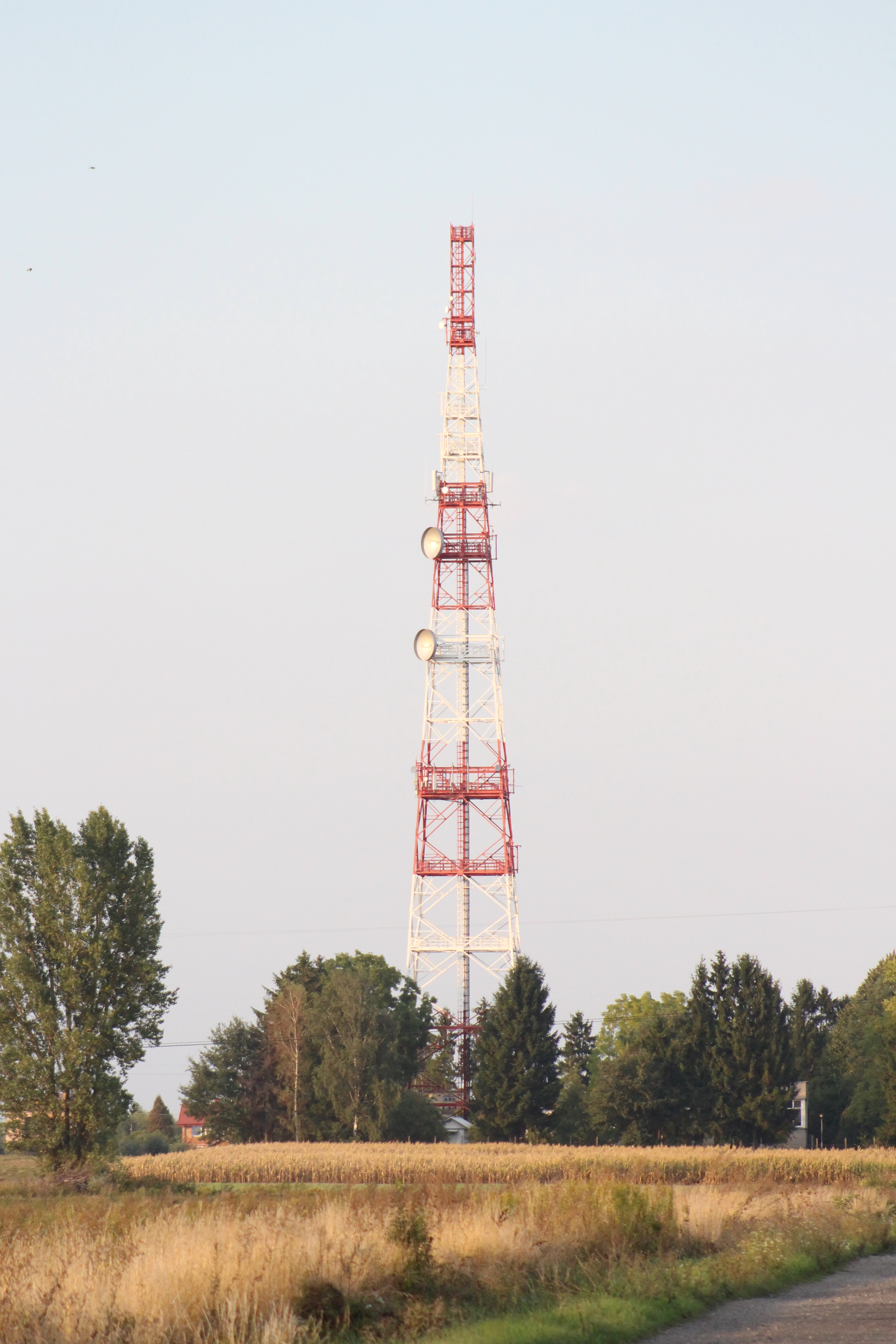
Wieża przekaźnikowa w Wiejcy

Wiejca – wieś w Polsce położona w województwie mazowieckim, w powiecie warszawskim zachodnim, w gminie Kampinos. Ma status sołectwa.
Wieś królewska położona była w drugiej połowie XVI wieku w powiecie sochaczewskim ziemi sochaczewskiej województwa rawskiego. W latach 1975–1998 miejscowość administracyjnie należała do województwa warszawskiego.
Wieś ta ma swoją straż pożarną - OSP Wiejca. W 2009 został zakupiony nowy wóz strażacki.